# Formuła 2 – Silverstone 2018
Runda Formuły 2 na torze Silverstone Circuit – runda siódma mistrzostw Formuły 2 w sezonie 2018.

## Wyniki

### Sesja treningowa
| Nr | Kierowca       | Konstruktor    | Czas     | Okr. |
| -- | -------------- | -------------- | -------- | ---- |
| 8  | George Russell | ART Grand Prix | 1:40,410 | 19   |

### Kwalifikacje
Źródło: motorsport.com
| Poz. | Nr | Kierowca            | Konstruktor                     | Czas     | Poz. s. |
| ---- | -- | ------------------- | ------------------------------- | -------- | ------- |
| 1    | 8  | George Russell      | ART Grand Prix                  | 1:39,989 | 1       |
| 2    | 5  | Alexander Albon     | DAMS                            | 1:40,065 | 2       |
| 3    | 21 | Antonio Fuoco       | Charouz Racing System           | 1:40,094 | 3       |
| 4    | 20 | Louis Delétraz      | Charouz Racing System           | 1:40,190 | 4       |
| 5    | 18 | Sérgio Sette Câmara | Carlin                          | 1:40,234 | 5       |
| 6    | 19 | Lando Norris        | Carlin                          | 1:40,396 | 6       |
| 7    | 16 | Arjun Maini         | Trident                         | 1:40,512 | 7       |
| 8    | 1  | Artiom Markiełow    | Russian Time                    | 1:40,590 | 8       |
| 9    | 14 | Luca Ghiotto        | Campos Vexatec Racing           | 1:40,707 | 9       |
| 10   | 11 | Maximilian Günther  | BWT Arden                       | 1:40,786 | 10      |
| 11   | 4  | Nyck de Vries       | Petramina Prema Theodore Racing | 1:40,847 | 11      |
| 12   | 7  | Jack Aitken         | ART Grand Prix                  | 1:40,863 | 12      |
| 13   | 9  | Roberto Merhi       | MP Motorsport                   | 1:40,994 | 13      |
| 14   | 10 | Ralph Boschung      | MP Motorsport                   | 1:41,031 | 14      |
| 15   | 3  | Sean Gelael         | Petramina Prema Theodore Racing | 1:41,052 | 15      |
| 16   | 6  | Nicholas Latifi     | DAMS                            | 1:41,061 | 16      |
| 17   | 17 | Santino Ferrucci    | Trident                         | 1:40,414 | 17      |
| 18   | 2  | Tadasuke Makino     | Russian Time                    | 1:41,493 | 18      |
| 19   | 12 | Nirei Fukuzumi      | BWT Arden                       | 1:42,081 | 19      |
| 20   | 15 | Roy Nissany         | Campos Vexatec Racing           | 2:13,133 | 20      |
| Poz. | Nr | Kierowca            | Konstruktor                     | Czas     | Poz. s. |

Uwagi
1. ↑  Roy Nissany nie spełnił reguły 107% czasu, lecz został dopuszczony do wyścigu.

### Główny wyścig

#### Wyścig
Źródło: motorsport.com
| P                 | + / –     | Nr | Kierowca            | Konstruktor                     | Okr. | Czas / Strata | Komentarz |
| ----------------- | --------- | -- | ------------------- | ------------------------------- | ---- | ------------- | --------- |
| 1                 | 1         | 5  | Alexander Albon     | DAMS                            | 29   | 52:04,519     |           |
| 2                 | 1         | 8  | George Russell      | ART Grand Prix                  | 29   | +0:09,783     | [ a ]     |
| 3                 | Bez zmian | 21 | Antonio Fuoco       | Charouz Racing System           | 29   | +0:18,507     |           |
| 4                 | Bez zmian | 20 | Louis Delétraz      | Charouz Racing System           | 29   | +0:26,689     |           |
| 5                 | 4         | 14 | Luca Ghiotto        | Campos Vexatec Racing           | 29   | +0:27,016     |           |
| 6                 | 2         | 1  | Artiom Markiełow    | Russian Time                    | 29   | +0:27,107     |           |
| 7                 | 4         | 4  | Nyck de Vries       | Petramina Prema Theodore Racing | 29   | +0:28,034     |           |
| 8                 | 2         | 11 | Maximilian Günther  | BWT Arden                       | 29   | +0:34,020     |           |
| 9                 | 5         | 10 | Ralph Boschung      | MP Motorsport                   | 29   | +0:37,227     |           |
| 10                | 4         | 19 | Lando Norris        | Carlin                          | 29   | +0:39,620     |           |
| 11                | 2         | 9  | Roberto Merhi       | MP Motorsport                   | 29   | +0:39,971     |           |
| 12                | 6         | 2  | Tadasuke Makino     | Russian Time                    | 29   | +0:40,131     |           |
| 13                | 1         | 7  | Jack Aitken         | ART Grand Prix                  | 29   | +0:42,930     | [ b ]     |
| 14                | 7         | 16 | Arjun Maini         | Trident                         | 29   | +0:54,855     |           |
| 15                | 5         | 15 | Roy Nissany         | Campos Vexatec Racing           | 29   | +0:58,064     |           |
| 16                | 1         | 17 | Santino Ferrucci    | Trident                         | 29   | +0:59,394     | [ c ]     |
| 17                | 1         | 6  | Nicholas Latifi     | DAMS                            | 29   | +0:59,764     |           |
| Niesklasyfikowani |           |    |                     |                                 |      |               |           |
|                   |           | 18 | Sérgio Sette Câmara | Carlin                          | 23   | +6 okr.       | silnik    |
|                   |           | 3  | Sean Gelael         | Petramina Prema Theodore Racing | 20   | +9 okr.       | kolizja   |
|                   |           | 12 | Nirei Fukuzumi      | BWT Arden                       | 13   | +16 okr.      | elektryka |
| P                 | + / –     | Nr | Kierowca            | Konstruktor                     | Okr. | Czas / Strata | Komentarz |

Uwagi
1. ↑  George Russell został ukarany 5-sekundową karą czasową za przekroczenie prędkości w pit lane.
2. ↑  Jack Aitken otrzymał 10-sekundową karę czasową. 5 sekund za przekroczenie prędkości w pit lane oraz 5 sekund za naruszenia podczas wirtualnego samochodu bezpieczeństwa.
3. ↑  Santino Ferrucci otrzymał 5-sekundową karę czasową za zmuszenie Arjuna Mainiego do wyjścia poza tor.

#### Najszybsze okrążenie
| Nr | Kierowca       | Konstruktor    | Czas     | Okr. |
| -- | -------------- | -------------- | -------- | ---- |
| 8  | George Russell | ART Grand Prix | 1:44,448 | 28   |

### Sprint

#### Wyścig
Źródło: motorsport.com
| P                                                     | + / –     | Nr | Kierowca            | Konstruktor                     | Okr. | Czas / Strata | Komentarz   |
| ----------------------------------------------------- | --------- | -- | ------------------- | ------------------------------- | ---- | ------------- | ----------- |
| 1                                                     | Bez zmian | 11 | Maximilian Günther  | BWT Arden                       | 21   | 37:09,802     |             |
| 2                                                     | 5         | 8  | George Russell      | ART Grand Prix                  | 21   | +0:00,520     |             |
| 3                                                     | 7         | 19 | Lando Norris        | Carlin                          | 21   | +0:02,504     |             |
| 4                                                     | 1         | 1  | Artiom Markiełow    | Russian Time                    | 21   | +0:09,924     |             |
| 5                                                     | Bez zmian | 20 | Louis Delétraz      | Charouz Racing System           | 21   | +0:12,005     |             |
| 6                                                     | 4         | 4  | Nyck de Vries       | Petramina Prema Theodore Racing | 21   | +0:13,929     |             |
| 7                                                     | 1         | 5  | Alexander Albon     | DAMS                            | 21   | +0:14,006     |             |
| 8                                                     | 1         | 10 | Ralph Boschung      | MP Motorsport                   | 21   | +0:14,684     |             |
| 9                                                     | 2         | 9  | Roberto Merhi       | MP Motorsport                   | 21   | +0:16,487     |             |
| 10                                                    | 6         | 14 | Luca Ghiotto        | Campos Vexatec Racing           | 21   | +0:18,051     | [ a ]       |
| 11                                                    | 1         | 2  | Tadasuke Makino     | Russian Time                    | 21   | +0:19,632     |             |
| 12                                                    | 1         | 7  | Jack Aitken         | ART Grand Prix                  | 21   | +0:23,653     |             |
| 13                                                    | 1         | 16 | Arjun Maini         | Trident                         | 21   | +0:24,040     |             |
| 14                                                    | 1         | 15 | Roy Nissany         | Campos Vexatec Racing           | 21   | +0:32,165     |             |
| 15                                                    | 4         | 3  | Sean Gelael         | Petramina Prema Theodore Racing | 21   | +0:33,318     |             |
| 16                                                    | 1         | 6  | Nicholas Latifi     | DAMS                            | 21   | +0:34,042     |             |
| 17                                                    | 1         | 18 | Sérgio Sette Câmara | Carlin                          | 21   | +0:47,912     |             |
| Niesklasyfikowani                                     |           |    |                     |                                 |      |               |             |
|                                                       |           | 21 | Antonio Fuoco       | Charouz Racing System           | 14   | +7 okr.       | kolizja     |
| Nie wystartowali / niedopuszczeni do ponownego startu |           |    |                     |                                 |      |               |             |
|                                                       |           | 12 | Nirei Fukuzumi      | BWT Arden                       | 0    |               | zawieszenie |
| Zdyskwalifikowani                                     |           |    |                     |                                 |      |               |             |
|                                                       |           | 17 | Santino Ferrucci    | Trident                         | 21   | +0:27,719     | [ b ] [ 4 ] |
| P                                                     | + / –     | Nr | Kierowca            | Konstruktor                     | Okr. | Czas / Strata | Komentarz   |

Uwagi
1. ↑  Luca Ghiotto został ukarany 5-sekundową karą czasową za przekroczenie prędkości podczas wirtualnego samochodu bezpieczeństwa.
2. ↑  Santino Ferrucci został zdyskwalifikowany oraz zawieszony na cztery następne wyścigi za spowodowanie kolizji z Arjunem Mainim.

#### Najszybsze okrążenie
| Nr | Kierowca            | Konstruktor | Czas     | Okr. |
| -- | ------------------- | ----------- | -------- | ---- |
| 18 | Sérgio Sette Câmara | Carlin      | 1:43,318 | 14   |

#### Premia za najszybsze okrążenie w TOP 10
| Nr | Kierowca       | Konstruktor    | Czas     | Okr. |
| -- | -------------- | -------------- | -------- | ---- |
| 8  | George Russell | ART Grand Prix | 1:43,731 | 12   |

## Klasyfikacja po zakończeniu rundy

### Kierowcy
| P  | +/− | Kierowca            | Starty | Punkty | P1 | P2 | P3 | PP | NO | NS |
| -- | --- | ------------------- | ------ | ------ | -- | -- | -- | -- | -- | -- |
| 1  | 0   | George Russell      | 14     | 170    | 4  | 3  | –  | 3  | 4  | 2  |
| 2  | 0   | Lando Norris        | 14     | 133    | 1  | 1  | 4  | 1  | 1  | –  |
| 3  | +1  | Alexander Albon     | 14     | 116    | 2  | 1  | –  | 3  | –  | 3  |
| 4  | −1  | Artiom Markiełow    | 14     | 110    | 3  | –  | 1  | –  | 4  | 2  |
| 5  | +1  | Antonio Fuoco       | 13     | 97     | 1  | –  | 3  | –  | 1  | 1  |
| 6  | −1  | Sérgio Sette Câmara | 12     | 86     | –  | 2  | 2  | –  | –  | 3  |
| 7  | 0   | Nyck de Vries       | 14     | 85     | 1  | 2  | –  | –  | 3  | 4  |
| 8  | +2  | Louis Delétraz      | 14     | 62     | –  | 2  | –  | –  | –  | 4  |
| 9  | 0   | Luca Ghiotto        | 14     | 57     | –  | –  | 2  | –  | –  | 2  |
| 10 | −2  | Jack Aitken         | 13     | 49     | 1  | 1  | –  | –  | –  | 2  |
| 11 | +4  | Maximilian Günther  | 14     | 39     | 1  | 1  | –  | –  | –  | 2  |
| 12 | −1  | Roberto Merhi       | 13     | 35     | –  | –  | 1  | –  | –  | 2  |
| 13 | −1  | Nicholas Latifi     | 14     | 34     | –  | –  | 1  | –  | 1  | –  |
| 14 | −1  | Sean Gelael         | 14     | 29     | –  | 1  | –  | –  | –  | 6  |
| 15 | −1  | Arjun Maini         | 14     | 23     | –  | –  | –  | –  | –  | 2  |
| 16 | 0   | Tadasuke Makino     | 14     | 18     | –  | –  | –  | –  | –  | 3  |
| 17 | 0   | Ralph Boschung      | 14     | 13     | –  | –  | –  | –  | –  | 6  |
| 18 | 0   | Santino Ferrucci    | 13     | 7      | –  | –  | –  | –  | –  | 1  |
| 19 | 0   | Nirei Fukuzumi      | 13     | 6      | –  | –  | –  | –  | –  | 2  |
| 20 | 0   | Roy Nissany         | 14     | 0      | –  | –  | –  | –  | –  | 4  |
| P  | +/− | Kierowca            | Starty | Punkty | P1 | P2 | P3 | PP | NO | NS |

### Zespoły
| P  | +/− | Konstruktor                     | Starty | Punkty | P1 | P2 | P3 | PP | NO | NS |
| -- | --- | ------------------------------- | ------ | ------ | -- | -- | -- | -- | -- | -- |
| 1  | +1  | ART Grand Prix                  | 27     | 219    | 5  | 4  | –  | 3  | 4  | 4  |
| 2  | −1  | Carlin                          | 26     | 219    | 1  | 3  | 6  | 1  | 1  | 3  |
| 3  | 0   | Charouz Racing System           | 27     | 159    | 1  | 2  | 3  | –  | 1  | 5  |
| 4  | 0   | DAMS                            | 28     | 150    | 2  | 1  | 1  | 3  | 1  | 3  |
| 5  | 0   | Russian Time                    | 28     | 128    | 3  | –  | 1  | –  | 4  | 5  |
| 6  | 0   | Petramina Prema Theodore Racing | 28     | 104    | 1  | 3  | –  | –  | 3  | 10 |
| 7  | 0   | Campos Vexatec Racing           | 28     | 57     | –  | –  | 2  | –  | –  | 6  |
| 8  | 0   | MP Motorsport                   | 27     | 48     | –  | –  | 1  | –  | –  | 8  |
| 9  | +1  | BWT Arden                       | 27     | 45     | 1  | 1  | –  | –  | –  | 4  |
| 10 | −1  | Trident                         | 27     | 30     | –  | –  | –  | –  | –  | 3  |
| P  | +/− | Konstruktor                     | Starty | Punkty | P1 | P2 | P3 | PP | NO | NS |